# Nõo kommun

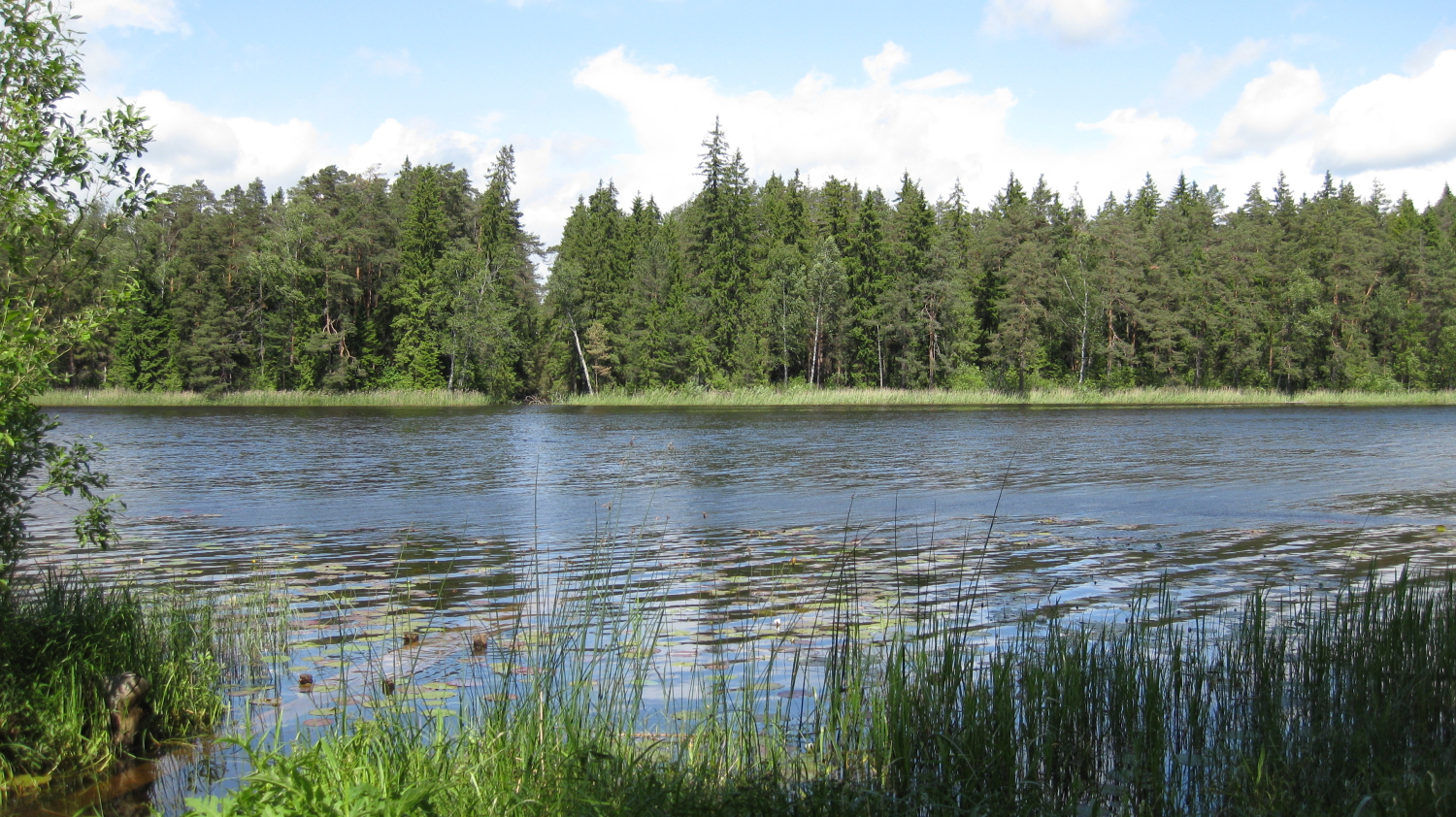
Sjön Vissi järv i byn Vissi.

Nõo kommun (estniska: Nõo vald) är en kommun i landskapet Tartumaa i sydöstra Estland. Kommunen ligger cirka 170 km sydost om huvudstaden Tallinn. Småköpingen Nõo utgör kommunens centralort.

### Karta

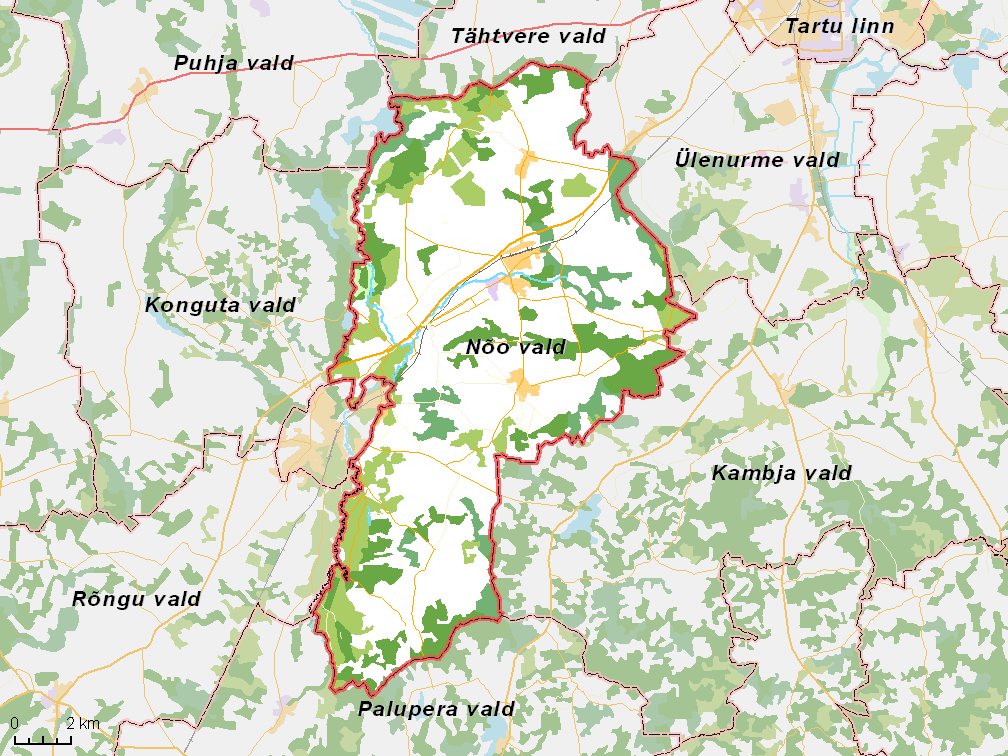
Översiktlig karta över kommunen. Notera att vissa av de angränsande kommunerna har upphört sedan kommunreformen 2017.

## Geografi

### Klimat
Trakten ingår i den hemiboreala klimatzonen. Årsmedeltemperaturen i trakten är 6,3 °C. Den varmaste månaden är juli, då medeltemperaturen är 18 °C, och den kallaste är februari, med −4,4 °C.

## Orter
I Nõo kommun finns två småköpingar och 20 byar.

### Småköpingar
- Nõo (centralort)
- Tõravere

### Byar
- Aiamaa
- Altmäe
- Enno
- Etsaste
- Illi
- Järiste
- Keeri
- Ketneri
- Kolga
- Kääni
- Laguja
- Luke
- Meeri
- Nõgiaru
- Sassi
- Tamsa
- Unipiha
- Uuta
- Vissi
- Voika